# Ottawan
Ottawan is een Franse discogroep die begin jaren 80 een paar hits scoorde.

## Geschiedenis

### Oprichting
Ottawan bestond uit het duo Patrick Jean-Baptiste en Annette Eltice, zangers van Caraïbische afkomst. De groep werd opgericht door de producenten Jean Kluger en Daniel Vangarde. De groep dankt zijn naam aan de Canadese hoofdstad Ottawa, de reisbestemming van een promotour van Kluger en Vangarde.

### D.I.S.C.O.(1980)
Ottawan scoorde in Nederland in de zomer van 1980 met de Engelstalige versie van de plaat D.I.S.C.O. (november 1979) een grote hit in de destijds drie hitlijsten op de nationale popzender Hilversum 3. Veronica verkoos de single tot Alarmschijf. De plaat bereikte de nummer 1-positie in de Nationale Hitparade. In zowel de Nederlandse Top 40 als de TROS Top 50 bereikte de plaat de 3e positie. In de Europese hitlijst op Hilversum 3, de TROS Europarade, werd de 5e positie bereikt. Dit mede in verband met het succes van de single in het Verenigd Koninkrijk waar het de tweede positie wist te behalen en het 18 weken in de hitlijst bleef staan. In België bereikte de plaat de 2e positie in zowel de Vlaamse Ultratop 50 als de Vlaamse Radio 2 Top 30.
Ook was er succes buiten Europa. In de hitlijst van Zuid-Afrika behaalde D.I.S.C.O. de 5e positie en stond het 12 weken in de Top 20.

### Hands up(1981)
In de zomer van 1981 werd de single Hands up (Give me your heart) na enkele magere hits de volgende grote hit van Ottawan. In de drie hitlijsten op Hilversum 3 behaalde het een toptiennotering. In diverse andere landen was het succes vergelijkbaar met dat van D.I.S.C.O. en verbleef het een half jaar in de Europarade, met als hoogste notering plek twee. Het nummer, waarvan de tekst geschreven werd door de Vlaamse tekstschrijfster Nelly Byl, werd ook bekend als het promotienummer van de luxereisorganisatie Club Med.
Buiten Europa had Hands up ook succes. In Nieuw-Zeeland, waar D.I.S.C.O. geen hit werd, wist Hands up in 1982 de eerste positie te bereiken en behield die positie voor acht weken. Ottawan kreeg met het nummer voor de tweede keer hitsucces in Zuid-Afrika. Opnieuw werd de vijfde positie bereikt.

## Doorgang na originele bezetting
Patrick Baptiste verliet het duo en werd opgevolgd door Robert Walker uit New York. Geruime tijd na zijn vertrek werd hij ervan beschuldigd de nummers van Ottawan niet te hebben ingezongen. Baptiste bracht nog een soloalbum uit onder zijn nieuwe artiestennaam Ottman Jones. Hij gebruikte later ook nog de artiestennaam Pam 'n Pat, omdat hij de naam Ottawan niet meer mocht dragen.
De producer Leo Carrier wist met Pam 'n Pat het geluid van Ottawan te benaderen. Enkele singles kwamen op de markt waaronder de single Super Superman/Méli-Mélo. Deze werd in vele landen uitgebracht waaronder diverse landen buiten Europa. Deze single wist binnen Europa alleen een notering in de Duitse hitlijst te bereiken.
Baptiste is toch nog op diverse podia verschenen met Ottawan-nummers (gecombineerd met Pam 'n Pat-werk). Dat heeft hij vele jaren samen met Isabelle Yapi gedaan. Sinds 2017 wordt Baptiste vergezeld (tot 2019 afwisselend met Yapi) door zijn dochter Noémie Jean-Baptiste. Hij hoopt op zijn tachtigste nog steeds de kracht te hebben om op te treden.